# EuroLeague 2010/11
Die Saison 2010/11 war die 11. Spielzeit der EuroLeague (offiziell Turkish Airlines EuroLeague) unter Leitung der ULEB und die insgesamt 54. Saison des bedeutendsten Wettbewerbs für europäische Basketball-Vereinsmannschaften, der von 1958 bis 2000 von der FIBA unter verschiedenen Bezeichnungen organisiert wurde.
Den Titel gewann Panathinaikos Athen. Für die Griechen war es der vierte Titelgewinn.

## Modus
Von den 24 an der EuroLeague teilnehmenden Mannschaften waren 22 direkt für die Gruppenphase qualifiziert, zwei weitere setzten sich in einer zusätzlichen Qualifikationsrunde durch. 13 der direkt qualifizierten Vereine waren im Besitz einer längerfristig vergebenen A-Lizenz, acht weitere Mannschaften qualifizierten sich über ihre Platzierung in nationalen bzw. supranationalen Ligen in der Vorsaison und erhielten eine auf die Saison 2010/11 beschränkte B-Lizenz. Über den Gewinn des Eurocups im Vorjahr wurde eine weitere auf jene Saison beschränkte C-Lizenz vergeben. Für die Qualifikationsrunde wurden 16 Startplätze vergeben, von denen einer jedoch unbesetzt blieb. 13 dieser Startplätze wurden wiederum über die Platzierung in nationalen bzw. supranationalen Ligen in der Vorsaison vergeben, die restlichen drei aufgrund der Vergabe einer Wildcard. In der Qualifikation ausgeschiedene Vereine nahmen am Eurocup 2010/11 teil.
Die 24 Mannschaften wurden in vier Gruppen zu je sechs Mannschaften eingeteilt, wobei jede Mannschaft je ein Heim- und Auswärtsspiel gegen jede andere Mannschaft bestreitet. Die vier bestplatzierten Mannschaften jeder Gruppe wurden in die vier Gruppen der zweiten Gruppenphase zugeteilt, in der ebenfalls jede Mannschaft je ein Heim- und Auswärtsspiel gegen jede andere Mannschaft bestreitet. Die Setzliste für die Auslosung der zweiten Gruppenphase entsprach dabei den Platzierungen in der Vorrunde, wobei Mannschaften aus derselben Vorrunden-Gruppe nicht erneut aufeinandertreffen können. Die bestplatzierten zwei Mannschaften der zweiten Gruppenphase qualifizierten sich für die K.O.-Runde, welche im Best-of-Five-Modus ausgespielt wurde.
Die sich durchsetzenden Mannschaften qualifizierten sich für das Final-Four-Turnier im Palau Sant Jordi in Barcelona, wo die Halbfinal- und Finalspiele und das Spiel um Platz drei ausgetragen wurden. Diese Spiele waren einfache K.O.-Spiele. Ursprünglich sollte das Palasport Olimpico in Turin Austragungsort des Final Four sein, die neu gewählte Regionalregierung des Piemont sagte die Veranstaltung jedoch ab.

## Qualifikation
Die zur Vorsaison eingeführte Qualifikationsphase wurde um eine weitere Runde erweitert, sodass jeweils ein Verein aus Montenegro, den Niederlanden, Tschechien und der Ukraine erstmals seit Gründung des Wettbewerbs die Chance auf eine Teilnahme an der EuroLeague-Hauptrunde hatte. Insgesamt traten 15 Mannschaften aus 12 Ländern im Wettbewerb um zwei Startplätze in der Hauptrunde an. GS Marousi, das sich im Vorjahr in der Qualifikation durchgesetzt und anschließend die Zwischenrunde der besten 16 Mannschaften erreicht hatte, wurde vor Beginn der Qualifikation die Spielberechtigung entzogen.

### 1. Qualifikationsrunde
|                     | Gesamt  |                         | Hinspiel | Rückspiel   |
| ------------------- | ------- | ----------------------- | -------- | ----------- |
| Chorale Roanne      | 168:174 | Alba Berlin             | 86:79    | 82:95       |
| Hapoel Gilboa Galil | 170:174 | KK Hemofarm             | 84:97    | 86:77       |
| GasTerra Flames     | 135:162 | UNICS Kasan             | 72:84    | 63:78       |
| Spirou Charleroi    | 150:141 | ČEZ Nymburk             | 79:68    | 71:73       |
| KK Budućnost        | 145:148 | ASVEL Lyon-Villeurbanne | 69:64    | 76:84 n. V. |
| Banvit B.K.         | 138:156 | Le Mans Sarthe          | 72:78    | 66:78       |
| Pepsi Caserta       | 140:162 | BK Chimki               | 74:77    | 66:85       |
| Budiwelnik Kiew     | Freilos |                         |          |             |

21.–24. September 2010

### 2. Qualifikationsrunde
|                  | Gesamt  |                         | Hinspiel | Rückspiel |
| ---------------- | ------- | ----------------------- | -------- | --------- |
| Alba Berlin      | 146:145 | KK Hemofarm             | 73:67    | 73:78     |
| Spirou Charleroi | 146:144 | UNICS Kasan             | 75:69    | 71:75     |
| Le Mans Sarthe   | 148:146 | ASVEL Lyon-Villeurbanne | 85:75    | 63:71     |
| Budiwelnik Kiew  | 125:161 | BK Chimki               | 58:87    | 67:74     |

28. September–1. Oktober 2010

### 3. Qualifikationsrunde
|                  | Gesamt  |             | Hinspiel | Rückspiel |
| ---------------- | ------- | ----------- | -------- | --------- |
| Spirou Charleroi | 151:147 | Alba Berlin | 81:77    | 70:70     |
| Le Mans Sarthe   | 122:157 | BK Chimki   | 56:70    | 66:87     |

5.–10. Oktober 2010

## Teilnehmer an der Hauptrunde
| Land/Liga              | Mannschaft                   | Halle                                         | Kapazität | VJP 1 | Lizenz | Land/Liga                             | Mannschaft             | Halle                            | Kapazität | VJP 1 | Lizenz |
| ---------------------- | ---------------------------- | --------------------------------------------- | --------- | ----- | ------ | ------------------------------------- | ---------------------- | -------------------------------- | --------- | ----- | ------ |
| Liga ACB               | Caja Laboral                 | Fernando Buesa Arena                          | 9900      | M     | A      | Lietuvos Krepšinio Lyga               | Lietuvos rytas Vilnius | Siemens Arena                    | 11000     | M     | B      |
| Liga ACB               | FC Barcelona 2               | Palau Blaugrana                               | 8250      | F     | A      | Lietuvos Krepšinio Lyga               | Žalgiris Kaunas        | Sporthalle Kaunas                | 5000      | F     | A      |
| Liga ACB               | Real Madrid                  | Caja Mágica                                   | 12500     | HF    | A      | Professionalnaja Basketbolnaja Liga 4 | ZSKA Moskau            | ZSKA-Universal-Sporthalle        | 5500      | M     | A      |
| Liga ACB               | Unicaja Málaga               | Palacio de Deportes José María Martín Carpena | 10500     | HF    | A      | Professionalnaja Basketbolnaja Liga 4 | BK Chimki              | Nowator-Sportarena               | 6000      | F     | Q      |
| Liga ACB               | Power Electronics Valencia 3 | Pabellón Fuente de San Luis                   | 9000      | VF    | C      | Ligat ha’Al                           | Maccabi Tel Aviv       | Nokia Arena                      | 11700     | M     | A      |
| Serie A                | Montepaschi Siena            | Pala Sport Mens Sana                          | 7025      | M     | A      | Ethias League                         | Spirou BC Charleroi    | RTL Spiroudome                   | 7000      | M     | Q      |
| Serie A                | Armani Jeans Mailand         | Mediolanum Forum                              | 11200     | F     | B      | Basketball-Bundesliga                 | Brose Baskets          | Stechert-Arena                   | 6900      | M     | B      |
| Serie A                | Lottomatica Rom              | PalaLottomatica                               | 11200     | VF    | A      | Ligue Nationale de Basket             | Cholet Basket          | Salle de la Meilleraie           | 5191      | M     | B      |
| A1 Ethniki             | Panathinaikos Athen          | Olympiahalle Athen                            | 18900     | M     | A      | A1 Liga                               | Cibona Zagreb 5        | Dražen-Petrović-Basketballhalle  | 5400      | M     | B      |
| A1 Ethniki             | Olympiakos Piräus            | Stadion des Friedens und der Freundschaft     | 14095     | F     | A      | Dominet Basket Liga                   | Asseco Prokom          | Hala Sportowo-Widowiskowa Gdynia | 5000      | M     | B      |
| Türkiye Basketbol Ligi | Fenerbahçe Ülker             | Sinan Erdem Dome                              | 16000     | M     | A      | Naša Liga                             | KK Partizan Belgrad 5  | Hala Pionir                      | 8150      | M     | B      |
| Türkiye Basketbol Ligi | Efes Pilsen Istanbul         | Sinan Erdem Dome                              | 16000     | F     | A      | Liga UPC Telemach                     | KK Union Olimpia 5     | Arena Stožice                    | 12480     | M     | B      |

## Hauptrunde

### Vorrunde

#### Gruppe A
| Team                    | Sp | S | N | P+  | P-  |
| ----------------------- | -- | - | - | --- | --- |
| 1. Maccabi Tel Aviv     | 10 | 9 | 1 | 799 | 700 |
| 2. Caja Laboral         | 10 | 5 | 5 | 809 | 784 |
| 3. Žalgiris Kaunas      | 10 | 5 | 5 | 762 | 765 |
| 4. Partizan Belgrad     | 10 | 5 | 5 | 658 | 717 |
| 5. BK Chimki            | 10 | 4 | 6 | 764 | 753 |
| 6. Asseco Prokom Gdynia | 10 | 2 | 8 | 689 | 762 |

|                  | Vitoria     | Tel Aviv | Partizan | Gdynia      | Kaunas | Chimki |
| ---------------- | ----------- | -------- | -------- | ----------- | ------ | ------ |
| Caja Laboral     | *           | 94:78    | 87:71    | 75:81       | 88:92  | 89:81  |
| Maccabi Tel Aviv | 81:70       | *        | 76:62    | 99:58       | 86:70  | 80:76  |
| Partizan Belgrad | 74:71       | 54:67    | *        | 61:59       | 68:62  | 72:68  |
| Asseco Prokom    | 73:80       | 72:83    | 62:69    | *           | 69:72  | 71:67  |
| Žalgiris Kaunas  | 89:95 n. V. | 68:71    | 73:62    | 74:68 n. V. | *      | 73:65  |
| BK Chimki        | 64:60       | 76:78    | 92:65    | 82:76       | 93:89  | *      |

#### Gruppe B
| Team                 | Sp | S | N | P+  | P-  |
| -------------------- | -- | - | - | --- | --- |
| 1. Olympiakos Piräus | 10 | 7 | 3 | 805 | 730 |
| 2. Real Madrid       | 10 | 6 | 4 | 734 | 664 |
| 3. Unicaja Málaga    | 10 | 5 | 5 | 749 | 759 |
| 4. Lottomatica Rom   | 10 | 5 | 5 | 735 | 770 |
| 5. Brose Baskets     | 10 | 4 | 6 | 714 | 739 |
| 6. Spirou Charleroi  | 10 | 3 | 7 | 691 | 766 |

|                   | Piräus | Madrid | Málaga | Rom    | Bamberg     | Charleroi |
| ----------------- | ------ | ------ | ------ | ------ | ----------- | --------- |
| Olympiakos Piräus | *      | 82:66  | 93:66  | 89:82  | 86:69       | 86:78     |
| Real Madrid       | 82:68  | *      | 68:56  | 72:50  | 83:81 n. V. | 94:45     |
| Unicaja Málaga    | 76:74  | 75:71  | *      | 104:83 | 70:72       | 84:73     |
| Lottomatica Rom   | 71:86  | 56:74  | 81:75  | *      | 83:65       | 95:83     |
| Brose Baskets     | 73:61  | 82:75  | 65:69  | 67:68  | *           | 79:69     |
| Spirou Charleroi  | 67:80  | 67:49  | 79:74  | 55:64  | 75:61       | *         |

#### Gruppe C
| Team                      | Sp | S | N  | P+  | P-  |
| ------------------------- | -- | - | -- | --- | --- |
| 1. Montepaschi Siena      | 10 | 8 | 2  | 787 | 661 |
| 2. Fenerbahçe Ülker       | 10 | 7 | 3  | 795 | 723 |
| 3. FC Barcelona           | 10 | 7 | 3  | 766 | 709 |
| 4. Lietuvos rytas Vilnius | 10 | 4 | 6  | 779 | 784 |
| 5. Cholet Basket          | 10 | 4 | 6  | 705 | 774 |
| 6. Cibona Zagreb          | 10 | 0 | 10 | 677 | 858 |

|                   | Barcelona | Siena | Vilnius | Fener | Zagreb | Cholet |
| ----------------- | --------- | ----- | ------- | ----- | ------ | ------ |
| FC Barcelona      | *         | 73:72 | 69:55   | 61:69 | 80:66  | 76:62  |
| Montepaschi Siena | 76:67     | *     | 90:72   | 94:65 | 80:57  | 76:44  |
| Lietuvos rytas    | 88:87     | 75:79 | *       | 75:81 | 90:62  | 92:80  |
| Fenerbahçe Ülker  | 69:75     | 81:68 | 86:69   | *     | 100:70 | 93:61  |
| Cibona Zagreb     | 75:94     | 66:82 | 77:94   | 68:73 | *      | 71:84  |
| Cholet Basket     | 77:84     | 61:70 | 73:69   | 82:78 | 81:65  | *      |

#### Gruppe D
| Team                    | Sp | S | N | P+  | P-  |
| ----------------------- | -- | - | - | --- | --- |
| 1. Panathinaikos Athen  | 10 | 7 | 3 | 802 | 703 |
| 2. KK Union Olimpija    | 10 | 6 | 4 | 789 | 783 |
| 3. Efes Pilsen          | 10 | 5 | 5 | 756 | 768 |
| 4. Power Electronics    | 10 | 5 | 5 | 689 | 695 |
| 5. Armani Jeans Mailand | 10 | 4 | 6 | 737 | 766 |
| 6. ZSKA Moskau          | 10 | 3 | 7 | 683 | 741 |

|                   | Moskau | Athen       | Valencia | Efes Pilsen | Mailand | Ljubljana   |
| ----------------- | ------ | ----------- | -------- | ----------- | ------- | ----------- |
| ZSKA Moskau       | *      | 68:72       | 73:63    | 78:69       | 73:88   | 65:55       |
| Panathinaikos     | 74:60  | *           | 69:73    | 84:61       | 93:62   | 95:88 n. V. |
| Power Electronics | 82:57  | 56:72       | *        | 62:56       | 69:80   | 78:77       |
| Efes Pilsen       | 86:72  | 79:78       | 79:63    | *           | 82:74   | 84:78       |
| AJ Mailand        | 71:65  | 71:81       | 60:75    | 84:70       | *       | 72:76       |
| KK Union Olimpija | 81:72  | 85:84 n. V. | 72:68    | 95:90 n. V. | 82:75   | *           |

## Zwischenrunde

### Gruppe E
| Team                      | Sp | S | N | P+  | P-  |
| ------------------------- | -- | - | - | --- | --- |
| 1. Caja Laboral           | 6  | 4 | 2 | 468 | 437 |
| 2. Panathinaikos Athen    | 6  | 4 | 2 | 452 | 395 |
| 3. Lietuvos rytas Vilnius | 6  | 3 | 3 | 445 | 473 |
| 4. Unicaja Málaga         | 6  | 1 | 5 | 414 | 474 |

|                        | Athen | Laboral | Málaga | Vilnius |
| ---------------------- | ----- | ------- | ------ | ------- |
| Panathinaikos          | *     | 76:74   | 82:56  | 67:68   |
| Caja Laboral           | 77:70 | *       | 78:63  | 86:89   |
| Unicaja Málaga         | 61:77 | 71:76   | *      | 98:91   |
| Lietuvos rytas Vilnius | 59:80 | 68:77   | 70:65  | *       |

### Gruppe F
| Team                 | Sp | S | N | P+  | P-  |
| -------------------- | -- | - | - | --- | --- |
| 1. FC Barcelona      | 6  | 6 | 0 | 471 | 402 |
| 2. Maccabi Tel Aviv  | 6  | 3 | 3 | 511 | 442 |
| 3. Lottomatica Rom   | 6  | 2 | 4 | 411 | 462 |
| 4. KK Union Olimpija | 6  | 1 | 5 | 394 | 481 |

|                   | Tel Aviv | Olimpija | Barcelona   | Rom   |
| ----------------- | -------- | -------- | ----------- | ----- |
| Maccabi Tel Aviv  | *        | 104:67   | 85:92 n. V. | 99:58 |
| KK Union Olimpija | 65:83    | *        | 67:68       | 76:87 |
| FC Barcelona      | 81:71    | 76:58    | *           | 80:56 |
| Lottomatica Rom   | 82:69    | 63:64    | 65:74       | *     |

### Gruppe G
| Team                 | Sp | S | N | P+  | P-  |
| -------------------- | -- | - | - | --- | --- |
| 1. Real Madrid       | 6  | 5 | 1 | 460 | 423 |
| 2. Montepaschi Siena | 6  | 4 | 2 | 452 | 423 |
| 3. Efes Pilsen       | 6  | 2 | 4 | 426 | 455 |
| 4. Partizan Belgrad  | 6  | 1 | 5 | 389 | 426 |

|                   | Siena | Madrid | Efes Pilsen | Partizan |
| ----------------- | ----- | ------ | ----------- | -------- |
| Montepaschi Siena | *     | 68:78  | 88:76       | 77:74    |
| Real Madrid       | 77:95 | *      | 89:86 n. V. | 78:58    |
| Efes Pilsen       | 60:58 | 60:77  | *           | 65:67    |
| Partizan Belgrad  | 58:66 | 56:61  | 76:79       | *        |

### Gruppe H
| Team                          | Sp | S | N | P+  | P-  |
| ----------------------------- | -- | - | - | --- | --- |
| 1. Olympiakos Piräus          | 6  | 5 | 1 | 461 | 418 |
| 2. Power Electronics Valencia | 6  | 3 | 3 | 449 | 438 |
| 3. Fenerbahçe Ülker           | 6  | 3 | 3 | 456 | 462 |
| 4. Žalgiris Kaunas            | 6  | 1 | 5 | 418 | 466 |

|                            | Piräus | Fenerbahçe  | Žalgiris | Valencia |
| -------------------------- | ------ | ----------- | -------- | -------- |
| Olympiakos Piräus          | *      | 70:84       | 78:64    | 77:62    |
| Fenerbahçe Ülker           | 65:80  | *           | 80:72    | 75:73    |
| Žalgiris Kaunas            | 64:71  | 85:84 n. V. | *        | 74:80    |
| Power Electronics Valencia | 79:85  | 82:67       | 73:59    | *        |

## Viertelfinale
In einem Modus „Best-of-Five“ traten die verbliebenen acht Teams in vier Mannschaftsbegegnungen gegeneinander an. Die Gruppenersten aus der zweiten Phase genossen dabei bei einem eventuell benötigten fünften Entscheidungsspiel Heimrecht. Die vier Mannschaften, welche diese Duelle für sich entschieden, qualifizierten sich für das Final-Four-Turnier.
| Paarung           | Paarung | Paarung                    | 1. Spiel | 2. Spiel | 3. Spiel | 4. Spiel | 5. Spiel |
| ----------------- | ------- | -------------------------- | -------- | -------- | -------- | -------- | -------- |
| Caja Laboral      | -       | Maccabi Tel Aviv           | 76:70    | 81:83    | 60:81    | 77:99    |          |
| FC Barcelona      | -       | Panathinaikos Athen        | 83:82    | 71:75    | 74:76    | 67:78    |          |
| Real Madrid       | -       | Power Electronics Valencia | 71:65    | 75:81    | 75:66    | 72:81    | 66:58    |
| Olympiakos Piräus | -       | Montepaschi Siena          | 89:41    | 65:82    | 72:81    | 76:88    |          |

## Final Four
In einem Turnier, das zwischen dem 6. und 8. Mai 2011 ausgetragen wurde, traten je zwei Mannschaften in Halbfinals gegeneinander an. Die Sieger qualifizierten sich für das Finale aus dem der Sieger der EuroLeague hervorging.

### Halbfinale
Die Halbfinalspiele fanden am 6. Mai 2011 in der Palau Sant Jordi in Barcelona statt.
| Paarung             | Paarung | Paarung           | Ergebnis |
| ------------------- | ------- | ----------------- | -------- |
| Panathinaikos Athen | –       | Montepaschi Siena | 77:69    |
| Maccabi Tel Aviv    | –       | Real Madrid       | 82:63    |

### Spiel um Platz 3
Das Spiel um Platz 3 fand am 7. Mai statt.
| Paarung           | Paarung | Paarung     | Ergebnis |
| ----------------- | ------- | ----------- | -------- |
| Montepaschi Siena | –       | Real Madrid | 80:62    |

### Finale
Das EuroLeague Finale fand am 8. Mai 2011 in der Palau Sant Jordi in Barcelona statt.
| Paarung             | Panathinaikos Athen – Maccabi Tel Aviv |
| Ergebnis            | 78:70 |
| Datum               | 8. Mai 2011 |
| Stadion             | Palau Sant Jordi, Barcelona |
| Zuschauer           | 15.768 |
| Schiedsrichter      | Luigi Lamonica, Robert Lottermoser, Juan Carlos Mitjana |
| Panathinaikos Athen | Michael Batiste 18 Punkte, Nick Calathes 4, Dimitrios Diamantidis 16, Antonios Fotsis 5, Konstantinos Kaimakoglou, Aleks Marić 2, Drew Nicholas 14, Efstratios Perperoglou 2, Romain Sato 13, Milenko Tepić, Konstantinos Tsartsaris, Ian Vougioukas 4 Trainer: Željko Obradović |
| Maccabi Tel Aviv    | David Blu 14, Tal Burstein, Chuck Eidson 17, Lior Eliyahu 12, Richard Hendrix, Milan Mačvan 3, Jeremy Pargo 12, Guy Pnini 8, Sofoklis Schortsanitis 4, Derrick Sharp Trainer: David Blatt                                                                                        |

## Auszeichnungen

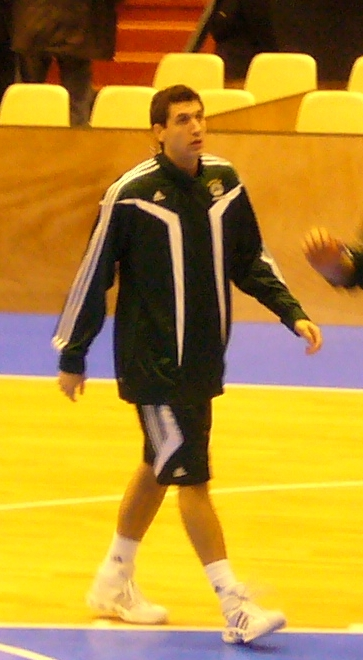
MVP der Saison: Dimitrios Diamantidis

### MVP der Euroleague Saison
- Dimitrios Diamantidis (Panathinaikos Athen)

### Final Four MVP
- Dimitrios Diamantidis (Panathinaikos Athen)

### All Euroleague First Team
- Dimitrios Diamantidis (Panathinaikos Athen)
- Juan Carlos Navarro (FC Barcelona)
- Fernando San Emeterio (Caja Laboral)
- Michael Batiste (Panathinaikos Athen)
- Sofoklis Schortsanitis (Maccabi Tel Aviv)

### All Euroleague Second Team
- Jeremy Pargo (Maccabi Tel Aviv)
- Sergio Llull (Real Madrid)
- Vasilios Spanoulis (Olympiakos Piräus)
- Duško Savanović (Power Electronics Valencia)
- Kšyštof Lavrinovič (Montepaschi Siena)

### Bester Verteidiger
- Dimitrios Diamantidis (Panathinaikos Athen)

### Rising Star Trophy
- Nikola Mirotić (Real Madrid)

### Alphonso Ford Top Scorer Trophy
- Igor Rakočević (Efes Pilsen Istanbul)

### Trainer des Jahres (Alexander Gomelski Trophy)
- Željko Obradović (Panathinaikos Athen)

### Club Executive of the Year
- Pavlos Giannakopoulos (Panathinaikos Athen)
- Thanassis Giannakopoulos (Panathinaikos Athen)

### MVP des Monats
- Oktober:  Goran Jagodnik (KK Union Olimpija)
- November:  Chuck Eidson (Maccabi Tel Aviv)
- Dezember:  Dimitrios Diamantidis (Panathinaikos)
- Januar:  Juan Carlos Navarro (FC Barcelona)
- Februar:  Radoslav Nesterovič (Olympiakos Piräus)
- März:  Jeremy Pargo (Maccabi Tel Aviv)